# Alejandra Grepi
Ángeles Morales Mora, conocida artísticamente como Alejandra Grepi (Madrid, 6 de abril de 1962), es una actriz española.

## Biografía
Pese a debutar ante una cámara en 1980 con la película Hijos de papá, de Rafael Gil y en teatro en 1981 con Solo me desnudo delante del gato (1981), de Juan José Alonso Millán, su rostro se hace popular cuando, en 1982, Chicho Ibáñez Serrador la selecciona para ser una de las seis azafatas de la nueva etapa del famoso concurso Un, dos, tres... responda otra vez, que presenta Mayra Gómez Kemp. Permanece en el programa hasta mayo de 1983.
A partir de ese momento, se centra en su carrera como actriz. Así, en la temporada de 1984 se une a la vedette Tania Doris en el espectáculo Un reino para Tania.
Por lo que se refiere a su trayectoria en la gran pantalla, a lo largo de los años ochenta y principios de los noventa participa en el reparto de películas destacadas del panorama cinematográfico del momento, como Oficio de muchachos (1986), de Carlos Romero Marchent; Hay que deshacer la casa (1986), de José Luis García Sánchez, con dos de las grandes damas de la escena española, Amparo Rivelles y Amparo Soler Leal; El bosque animado (1987), de José Luis Cuerda; El rey pasmado (1991), de Imanol Uribe; o ¿Por qué lo llaman amor cuando quieren decir sexo? (1992), de Manuel Gómez Pereira.
Posteriormente centró su actividad en el medio televisivo, con participación en La forja de un rebelde (1990), El Quijote de Miguel de Cervantes (1991), Historias de la puta mili (1994) y Éste es mi barrio (1996-1997), e intervenciones puntuales en otras series.
En 2003 concursó en el programa de supervivencia La isla de los famosos.
En los últimos años ha estado de gira con la obra de teatro dirigida por Benito Rabal La palabra de Eros.

## Filmografía
- (1980) 
  - Hijos de papá. De Rafael Gil
  - O kos Exousias. De Omiros Efstratiadis
  - Nefeli (Nefele y las seductoras de Lesbos). De Omiros Efstratiadis
- (1981) 
  - Adulterio nacional. De Francisco Lara Polop
  - C'è un fantasma nel mio letto. De Claudio Giorgi
- (1982) 
  - Los autonómicos. De José María Gutiérrez Santos
  - La vendedora de ropa interior. De Germán Lorente
  - Tac-tac. De Luis Alcoriza
  - Freddy, el croupier. De Álvaro Sáenz de Heredia
- (1984) 
  - Dos mejor que uno. De Ángel Llorente
  - Playboy en paro. De Tomás Aznar
  - Mi amigo el vagabundo. De Paul Naschy
- (1985) 
  - El rollo de septiembre. De Mariano Ozores
- (1986) 
  - Oficio de muchachos. De Carlos Romero Marchent
  - Hay que deshacer la casa. De José Luis García Sánchez
- (1987) 
  - El bosque animado. De José Luis Cuerda
- (1990) 
  - El anónimo... ¡vaya papelón!. De Alfonso Arandia
  - La cruz de Iberia. De Eduardo Mencos
  - Detectives sin piedad. De Luis Lara
- (1991) 
  - El rey pasmado. De Imanol Uribe
- (1992) 
  - La mujer de tu vida 2: Las mujeres de mi vida. De Fernando Fernán Gómez
  - ¿Por qué lo llaman amor cuando quieren decir sexo?. De Manuel Gómez Pereira
  - Los mares del sur. De Manuel Esteban
- (1994) 
  - La leyenda de la doncella. De Juan Pinzás
- (1996) 
  - Brujas. De Álvaro Fernández Armero
- (1997) 
  - Los siete pecados capitales. De Juan Carlos Claver
- (2002) 
  - Salvaje. De Joaquín Llamas
- (2006) 
  - Víctor y la máquina. De Carlos Talamanca López
- (2007) 
  - Cuestión de química. De Juan Moya
- (2013)
  - Leyenda No 17 (Легенда № 17) (Rusia)

## Televisión
- (1982-1983)
  - Un, dos, tres... responda otra vez
- (1990)
  - La forja de un rebelde. De Mario Camus
- (1991) 
  - El Quijote de Miguel de Cervantes. De Manuel Gutiérrez Aragón
- (1994) 
  - La mujer de tu vida 2. De Fernando Fernán Gómez
  - Historias de la puta mili
  - (1996)
  - Éste es mi barrio. De José Antonio Escrivá
- (2002-2004; 2021)
  - Colaboraciones en el concurso de TV Pasapalabra
- (2003)
  - Concursante en La Isla de los Famosos